# مسجد محمد رسول الله (الأنبار)
مسجد محمد رسول الله من مساجد العراق الحديثة، ويقع في حي القطانة قرب مديرية الوقف السني، في قضاء الرمادي في محافظة الأنبار، وبني في عام 1425 هـ/2004م، ولقد شيد على نفقة المتبرع (محمود لافي)، والمسجد غير مستلم من قبل ديوان الوقف السني في العراق، وتبلغ مساحتهُ 1196م2، ويحتوي الحرم على مصلى تبلغ مساحتهُ 800م2 ويتسع لأكثر من 1000 مصل، وتقام فيهِ صلاة الجمعة وصلاة العيدين والصلوات الخمس.
ومقابل الحرم فسحة طارمة مسقفة، وأمامها حديقة جميلة، ويعلو مبنى الجامع منارة مئذنة مصنوعة من الحديد. وأجريت عليهِ أعمال الصيانة والترميم في عام 2007م.